# بني منصور (الجزائر)
بني منصور هي قرية في الجزائر واقعة في أقصى جنوب ولاية بجاية و يبلغ عدد سكانها حوالي 3000 نسمة، أغلبهم متمركزون حول محطة السكة الحديدية.

## اقتصاد
بنيت القرية عند تقاطع خطوط السكك الحديدية من الجزائر العاصمة إلى سكيكدة ومن الجزائر العاصمة إلى بجاية. في الواقع، وبصرف النظر عن المحطة، فإن الوصول من الطريق السريع RN5 عبر الطريق الإقليمي هو الطريق الوحيد الذي لا يزال يعيد الحياة إلى المدينة.